# المهدي بن بركة
المَهْدِي ابنُ بَرَكَة وينطق شعبيا: مَهدي بِنبَرْكَة، زعيم سياسي مغربي معارض، ولد في شهر يناير من عام 1920 بالرباط عاصمة المغرب. اختفى يوم 29 أكتوبر 1965 في فونتني لو فيكونت شمال فرنسا، وكان أكبر معارض اشتراكي للملك الحسن الثاني، وزعيم حركة العالم الثالث والوحدة الأفريقية.

## حياته السياسية
- في 11 يناير 1944، قدّم مع آخرين إلى الملك محمد الخامس ما عُرف فيما بعد بوثيقة الاستقلال، وهي وثيقة تاريخية تطالب باستقلال المغرب، قدمها مجموعة من مثقفي المغرب، وكان المهدي بِنبَرْكَة من أصغر الموقعين عليها آنذاك بعد عبد الرحيم بوعبيد، حيث كان عمره 24 عام. ولقد اعتقل لمدة عام على إثر تقديمه تلك الوثيقة.
- في عام 1945 صار رئيساً لحزب الاستقلال المغربي، وهو الحزب الأكبر في المغرب، والذي قاد الحركة النضالية من أجل الاستقلال في المغرب.

قاد الحزب ليصدر الجريدة التي ستصير جريدة الاستقلال الأولى في المغرب، وهي جريدة العلم.
- في عام 1948 سافر إلى باريس ليقدّمَ تقريراً عن أوضاع حقوق الإنسان بالمغرب إلى الجمعية العمومية للأمم المتحدة المنعقدة بقصر شايو بالعاصمة الفرنسية، وكان من جدول أعمالها إعداد تصريح حول حقوق الإنسان.
- فبراير 1951 أمر المقيم العام الجنرال جوان باعتقال المهدي بن بركة باعتباره من أخطر أعداء الحماية الفرنسية بالمغرب. ووضع رهن الإقامة الجبرية، ثم أدخل إلى سجن الدار البيضاء.
- أكتوبر 1954 أطلق سراحه، حيث شرع في إعادة تنظيم حزب الاستقلال على أساس تمثين العلاقات مع قيادة النقابة وحركة المقاومة المسلحة التي أصبحت واقعاً سياسياً بمجرد خلع الملك في غشت 1953.
- أكتوبر 1955 كان عضواً في وفد حزب الاستقلال المشارك في مشاورات إيكس ليبان.
- نونبر 1955 أشرف على إعداد المليشيا الشعبية التي ضمنت الأمن وسهرت على النظام في هذه الحقبة التي عاد فيها محمد الخامس مظفرا إلى شعبه.
- 16 نونبر 1956 انتخب رئيسًا للمجلس الوطني الاستشاري. وكان المحرك الأساسي للقوى الحية المنظمة في المغرب خلال السنوات الأولى للاستقلال.
- صيف 1957 أشرف على مشروع بناء طريق الوحدة بمشاركة إثنى عشر ألفًا من المتطوعين الشباب.
- يوم 25 يناير 1959 قدم استقالته من اللجنة التنفيذية لحزب الاستقلال ليكون حراً يشارك بفعالية في التحولات السياسية التي تمخض عنها ظهور حزب الاتحاد الوطني للقوات الشعبية كقوة سياسية تهدف إلى استمرار روح المقاومة الوطنية في ضمير الجماهير وقواها الحية.
- أبريل 1959 انتهت مهام المجلس الوطني الاستشاري ولن تجري الانتخابات البرلمانية إلا في ماي 1963 وهكذا ستبقى الحياة النيابية منعدمة في المغرب.
- 6 شتمبر1959 انعقد المؤتمر التأسيسي للاتحاد الوطني للقوات الشعبية بالدار البيضاء، والذي سيصير (الاتحاد الوطني للقوات الشعبية لا زال موجودًا. الاتحاد الاشتراكي للقوات الشعبية انفصل عنه فقط) بعد 15 سنة (15 سبتمبر 1974) الاتحاد الاشتراكي للقوات الشعبية.
- أكتوبر 1959 قام بجولة إلى الصين والهند ومصر ولبنان وفرنسا وإسبانيا.
- ظهر الجمعة 16 نونبر 1962 تعرض لمحاولة اغتيال قرب بوزنيقة. ونظرا للجروح الخطيرة التي أصابته في ثلاث فقرات عنقية، فقد اضطر للسفر إلى ألمانيا، وهكذا تم استبعاده من معركة مقاطعة استفتاء 7 ديسمبر 1962.
- 17 ماي 1963 فاز بمقعد بالبرلمان نيابة عن دائرة يعقوب المنصور؛ الحي الشعبي الكبير بالعاصمة. وأظهر مقدرة عالية في قيادة الحملة الانتخابية التي عرفها المغرب بمناسبة إجراء أول اقتراع عام بعد مرور أكثر من سبع سنوات على الاعتراف بالاستقلال.
- وبعد مرور شهر، يوم 15 يونيو 1963، تأكد للجميع أن الممارسة الديمقراطية السليمة تواجه آفاقاً مظلمة نظراً للمواقع الخطيرة التي يحتلها خصوم الديمقراطية في أجهزة المملكة. ولهذا قرر المهدي بن بركة مغادرة المغرب.
- جويلية 1963 صدر حكم غيابي بالإعدام في حقه بعد اتهامه بالمشاركة فيما سمي ب «مؤامرة ومحاولة اغتيال الملك» وهو في الخارج.
- صيف 1963 توالت مبادرات المهدي بن بركة في اتجاه تطويق التناقضات بين العواصم العربية التي تحكمها أنظمة تقدمية.
- صيف 1963 كان مشغولًا بمشروعين؛ العودة إلى أرض الوطن على أساس وعود بإجراء انفتاح ديمقراطي. إعداد مؤتمر القارات الثلاث بمدينة هافانا في يناير 1966. بالإضافة إلى مهامه الوطنية، كانت له عدة مبادرات على صعيد تقوية التضامن فيما بين حركات التحرر بالقارات الثلاث.

- 29 أكتوبر 1965 على الساعة 12 و30 د، تعرّض شرطيان فرنسيان للمهدي بن بركة في الحي اللاتيني بالعاصمة الفرنسية باريز، واقتاداه إلى فيلا بضواحيها زاعمين أنه سيلتقي شخصية مهمة. وبعد ذلك بيومين، أعلن أخو بن بركة عن اختفائه لدى الشرطة الفرنسية التي أنكرت آنذاك ضلوعها في القضية.

وحسب المعلومات المتوفرة في سنة 2006، تمت متابعته من طرف الموساد الإسرائيلي وسي آي آيه اللتين كانتا تخبران كلاً من الرباط وباريس. تعتبر قضية المهدي بنبركة رمزاً للحقبة المظلمة التي عاشها المغرب تحت حكم الملك الحسن الثاني. ولطالما جمدت العلاقات الثنائية بين فرنسا والمغرب. وإنّ إصرار الأطراف المعنية بقضية المهدي بن بركة (مؤسس اليسار المغربي الحديث)، على إخفاء حقيقة اختطافه واغتياله، لَيثير الكثير من الاستغراب لدى المراقبين.

## مراحل الاختطاف
في صباح 29 أكتوبر 1965، كان المهدي بن بركة على موعد مع مخرج سينمائي فرنسي أمام مطعم ليب في شارع سان جيرمان في قلب العاصمة الفرنسية، لإعداد فيلم حول حركات التحرر، وكان هذا المخرج مشاركاً في سيناريو الاختطاف، إذ تقدّم رجلا شرطة فرنسيان إلى بن بركة، وطلبا منه مرافقتهما في سيارة تابعة للشرطة. منذ ذلك الحين وإلى الآن، اختفى أثر بن بركة، ولم يُعرف رسمياً إلا ما أدلى به الشرطيان أمام المحكمة، حيث اعترفا بأنهما خطفا بن بركة بالاتفاق مع المخابرات المغربية، وأنهما أخذاه إلى فيلا تقع في ضواحي باريس، حيث شاهدا الجنرال محمد أوفقير وزير الداخلية المغربية آنذاك، ومعه أحمد الدليمي مدير المخابرات المغربية، وآخرين من رجاله، وأنّ بن بركة توفي أثناء التحقيق معه وتعذيبه.
هذه الرواية متفق عليها بين الأطراف المشاركة في الجريمة، أو عائلة بن بركة ورفاقه. لكن ما بعد ذلك لا زالت الروايات متعددة متباينة حوله. ولحد الآن، رغم مرور أكثر من خمسين عاما، لا يعرف مصير جثمان بن بركة وأين دفن. كل الروايات المتداولة في هذا الشأن قابلة للتصديق، وكلها لا تحمل ما يؤكّدها.
ذكر مشاركون في الجريمة أن الجثمان دفن على نهر السين بالقرب من الفيلا التي كان محتجزا فيها. قال أحمد البخاري العميل السابق للمخابرات المغربية سنة 2001 بأن الجثمان قد نقل بعد الاغتيال إلى الرباط على متن طائرة عسكرية مغربية، وتمت إذابته في حوض من الأسيد بأحد المقرات السرية للمخابرات المغربية. وتحدثت صحف مغربية قبل أيام تقول بأن الرأس فقط ما نقل إلى الرباط وقُدم على طاولة عشاء في أحد القصور الملكية. وقالت روايات أخرى بأن الجثمان كله نقل إلى الرباط ودفن بباحة معتقل سري للمخابرات المغربية.
قانونيًا، عائلة بن بركة ورفاقه لا يطالبون بالكثير، وإنما يريدون فقط حقيقة مصير جثمانه ومكان دفنها والوثائق الرسمية الفرنسية التي كشفت على مراحل كان آخرها بداية العام الجاري، بعد أربعين عامًا من وضعها تحت بند أسرار الدفاع وحظر نشرها، لم تتحدث عن مصير الجثمان، والسلطات المغربية لا زالت تتحفظ في الحديث عن الملف بمجمله وترفض الخوض فيه، رغم ما عرفه ملف حقوق الإنسان وما يعرف بمسلسل طي صفحة الماضي من تقدم طوال السنوات العشر الماضية.
منذ منتصف التسعينيات، دشن المغرب مسلسل كشف ماضيه في الانتهاكات الجسيمة لحقوق الإنسان. بدأ المسلسل بطيئاً، لكنه مع تولي الملك محمد السادس الحكم في صيف 1999 تسارع وقطع خطوات مهمة، فطلب من الضحايا الحديث العلني وتم تعويضهم وعائلاتهم عما لحقهم من اضطهاد، وفتحت السجون السرية أمام منظمات حقوق الإنسان، وكشف عن مصير عشرات المخطوفين ومجهولي المصير، كما كشف عن مقابر جماعية لضحايا مواجهات أو ضحايا اعتقال. لكن المسلسل سار محاذيًا لملف المهدي بن بركة دون الاقتراب منه ودون معرفة الحكمة من تلك المحاذاة.

## موقف الملكالحسن الثانيوالمغرب
الملك الحسن الثاني قال أن من اغتال بن بركة هو من تآمر عليه وحاول اغتياله في إشارة إلى الجنرال محمد أوفقير والجنرال أحمد الدليمي. وحسب مصادر رسمية مغربية فإن الملك محمد السادس أبلغ المعنيين أنه لا يعرف شيئًا عن ملف بن بركة وأن والده الراحل لم يطلعه على أي شيء وأنه يسمح بالذهاب بعيدًا في البحث عن الحقيقة، ورغم ذلك لا زالت القضية معلقة. ونفي أي علاقة له باغتياله، خلال سؤال طرحه الصحفي الفرنسي "إيريك لوران" على الحسن الثاني، بخصوص مقتل المهدي بنبركة، قال الملك الراحل : "أنا بريء تماماً من اختفاء بن بركة، ولم تكن لي يد في وفاته، سواء بإصدار الأوامر لتنفيذها، أو غضّ النظر عنها"
هناك أوساط حقوقية مغربية تستبعد سوء النية لدى سلطات مغرب محمد السادس في التعاون في ملف المهدي بن بركة وتعيد عدم التعاون إلى الإرباك وعدم التجربة من جهة وإلى اعتماد الشفوي في تدبير المخابرات والأجهزة الأمنية خلال عقد الستينات وبالتالي عدم توفر الوثائق المطلوبة، فإن أوساطًا أخرى تبتعد في مقاربتها عن النية سوئها أو حسنها، وتشير إلى أن قضايا مشابهة ظهرت في طريق مسلسل الحقيقة عن سنوات الانتهاكات الجسيمة وتم تجاوزها عبر التعاون بين الأجهزة والأشخاص المعنيين شهودًا أو مشاركين، ويشيرون إلى أن الكشف عن تفاصيل اغتيال رئيس الوزراء اللبناني رفيق الحريري لم يستغرق أربعين يومًا في حين مضى على اغتيال بن بركة أربعين عامًا.
أدلى أحمد البخاري عميل المخابرات المغربية بما أدلى به، قبل أربع سنوات، من تفاصيل حول اختطاف واغتيال بن بركة تقدم الاتحاد الاشتراكي للقوات الشعبية وهو الحزب الرئيسي بالحكومة، بشكوى أمام القضاء المغربي للتحقيق مع البخاري في ما قاله حول زعيمه خاصة وأن البخاري تطرّق إلى أماكن شهدت الإعداد والتنفيذ وأسماء شاركت في كل المراحل ومنها من هو لا زال على قيد الحياة. وطلبت عائلة بن بركة في فرنسا من قاضي التحقيق بالقضية الاستماع رسميًا للبخاري، لكن السلطات المغربية قالت أن ملف شكوى الاتحاد الاشتراكي قد فُقِد، وفي الوقت نفسه منعت البخاري من السفر وسحبت جواز سفره بعد رفع قضية ضده بتهمة شيك بدون رصيد.

## موقف الملك محمد السادس
قال الملك محمد السادس عن المهدي بن بركة "إننا نستحضر معكم، قبل كل شيء، أنه كان رجل سلم، كما كان قريبا من العائلة الملكية". كما قال "يجب استخلاص الدروس والعبر من قضية ابن بركة، وجعلها في صالح الوطن، لتساعدنا على البناء وليس على الهدم"

## ذكرى اختفاء بن بركة ومباشرة التحقيق
الذكرى الأربعين لاختطاف بن بركة، حركت الملف من جديد، وطلب القضاء الفرنسي رسميًا من القضاء المغربي الموافقة على الإنابة القضائية، وتسهيل مهم قاضي التحقيق الفرنسي باتريك مارييل بالاستماع إلى معنيين وردت أسماءهم في التحقيقات، ووافق المغرب على الطلب الفرنسي لكنه ولأكثر من مرة طلب تأجيل الإنابة، وصل مارييل إلى الدار البيضاء بناء على اتفاق مسبق مع القاضي المغربي جمال سرحان القاضي بمحكمة الاستئناف بالدار البيضاء، لكنه عاد إلى باريس خالي الوفاض مفجرا أزمة بين وزارتي العدل المغربية والفرنسية.
أوساط القاضي الفرنسي مارييل قال أن القاضي المغربي اعتذر عن تأمين اتصال مع من تقرر الاستماع إليهم لعدم الاستدلال على عناوينهم ومن بين هؤلاء الجنرال عبد الحق القادري المدير السابق للمخابرات الخارجية ومفتش القوات المسلحة المغربية الذي كان ملحقًا عسكريا بالسفارة المغربية بباريس حين وقوع جريمة الاختطاف والاغتيال وأيضًا الجنرال حسني بن سليمان قائد الدرك الملكي الذي كان مديرًا لديوان مدير المخابرات المغربية في حينه.
والمصادر الرسمية المغربية قالت أن القاضي الفرنسي باتريك رامييل دخل المغرب بشكل غير رسمي وتقصد إخفاء هويته حيث سجل في بطاقة دخول مطار محمد الخامس مهنة مستثمر فلاحي بدل قاضي وسجل أيضًا عنوانًا غير صحيح لإقامته في فرنسا أو في الرباط.